# Gonipterus gibberus
Gonipterus gibberus (лат.) — вид жуков из семейства долгоносиков (Curculionidae). Питается эвкалиптом и размножается на нём же. Обитает в Австралии. Завезён в Южную Америку.

## Описание
Длина 13 мм. Трудноотличим от Gonipterus scutellatus, с которым даже «делит» те же народные названия.

## Кормовые растения
Наиболее часто жуки повреждают Eucalyptus camaldulensis, Eucalyptus globulus, Eucalyptus maidenii, Eucalyptus punctata, Eucalyptus robusta, Eucalyptus smithii и Eucalyptus viminalis.